# 導盲犬

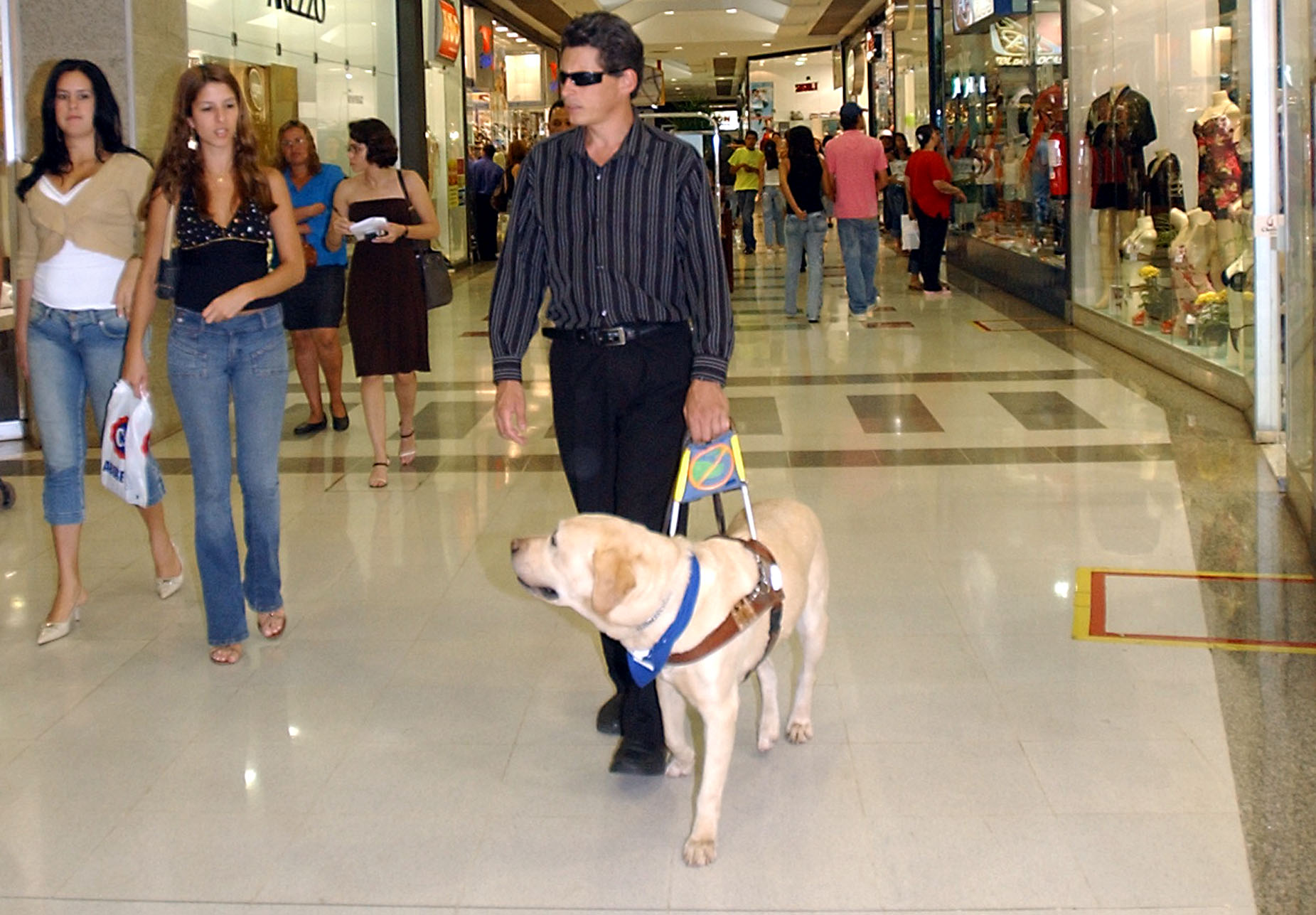
盲人與牽引他的導盲犬（2006年9月攝於巴西巴西利亞）

導盲犬是一種工作犬，其主要工作是代替視障人士的雙眼，為他們領路，被人們稱為“盲人的第二双眼睛”。牠們帶路時是给盲人以障碍物和方向的提示，帮助盲人抵达目的地，而不是直接將盲人帶往指定目的地。盲人在路上会使用口令命令導盲犬直走、右轉或左轉，這段路途，導盲犬就負責不讓主人碰撞和摔倒，或当路面情況突變时引領主人避開障礙物。这就要求導盲犬的使用者必須具备穩定及良好的定向行走能力。
拉布拉多犬、黃金獵犬及德國牧羊犬，還有金毛拉布拉多尋回犬（拉布拉多犬和黃金獵犬的混血） 等中型犬，都是適合培训为導盲犬的犬種，其中以拉布拉多犬占最多數，主因是短毛狗好照料。
尽管人们可以训练导盲犬避开路上的障碍物行走，但狗的眼睛只能看到深淺不同的灰色，因此無法辨識紅綠燈，也有部分导盲犬无法识别马路上的指示牌。

## 历史

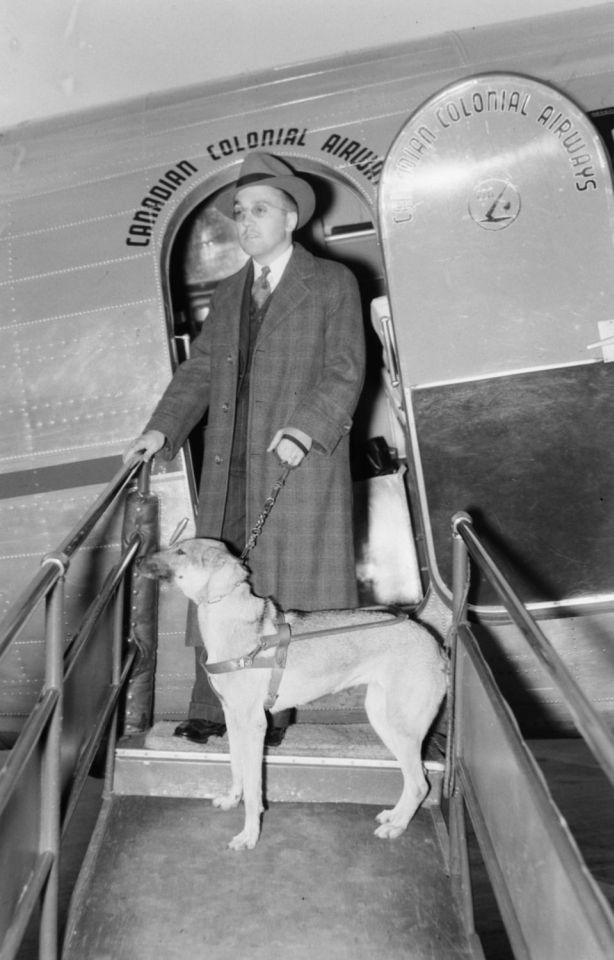
1941年在蒙特利爾的一位盲人與他的導盲犬。

- 第一家导盲犬学校在第一次世界大战期间在德国设立，学校训练的导盲犬用于协助退伍盲残军人出行。
- 美國的第一家導盲犬訓練中心，於1929在田納西州的納許維爾（Nashville）成立。
- 英国的第一头导盲犬品种是德国牧羊犬[4]。
- 日本在1957年有第一隻導盲犬[5]，亦是亞洲最早有導盲犬的國家，而日本導盲犬協會成立於1967年。
- 台灣於1991年設立第一家導盲犬訓練中心為「惠光導盲犬教育基金會」。依據中華民國內政部統計，2018年時全台灣有38隻導盲犬，相較於台灣共5萬9千名盲人而言是遠遠不足。
- 中國導盲犬大連培訓基地成立於2006年[6]。
- 香港在1975年時曾經有過兩隻導盲犬在香港為視障人士服務。分別是Winta 和 Opal，當時因為得到Hong Kong Australian Association（香港澳洲協會）資助及香港盲人輔導會的協助和安排，前往澳洲進行配對及訓練。基於當時本港並沒有任何合資格的導盲犬人員及組織作為跟進服務，在數年後，Winta和Opal 因疾病及意外死亡後，因此香港一直沒有導盲犬為香港的視障人士服務。
- 香港導盲犬之父張偉民（Raymond Cheung）於2011年1月7日成立香港導盲犬協會，其後因理念不同向協會提出請辭。另一創會成員曾建平現時成為香港導盲犬協會副主席。香港導盲犬協會主席是林偉邦。張偉民退會後於2012年1月12日成立香港導盲犬服務中心，培育各個外國機構捐贈的導盲幼犬。

## 導盲犬的一生
- 新生幼犬時期：出生～兩個月大。幼犬們在導盲犬中心出生，直至兩個月大。
- 寄養家庭時段：兩個月大～一歲。導盲犬二個月大後，就和生父母分別，到寄養家庭生活。此段時期是讓幼犬學習兩件大事：一、習慣與人類相處的模式。寄養家庭必須嚴格規定幼犬不能食用人類的食物、不能跳上家具（尤其是沙發）和人類的床，以及基本的服從指令（如坐下、趴下、等待…）。二、社會化的訓練。幼犬的社會化黃金時期，由寄養家庭帶至各公共場所出入，並習慣各種環境以及搭乘大眾交通運輸工具，已經為將來服務視障者的便利性做萬全的適應與準備。
- 訓練中心時期：一歲大～兩歲大。和寄養家庭分離，回到訓練中心由專業的導盲犬訓練師訓練。導盲犬在這時會學習，避開障礙物、在路口停下來、聽指令找目的地等專業的導盲犬技巧。
- 工作時期：一般導盲犬在訓練中心一年至一年半後可以結業，找到適合的搭配主人後，平均到八歲至十二歲退休。
- 退休時期：退休～死亡。由合適收養家庭收養，安養天年，當隻寵物犬直到去世。

## 训练導盲犬
导盲犬通常由有资质的教练进行专业指导，通过专业课程。然而，美国残疾人法案（ADA）定义导盲犬是进行了专门培训，以向残障人士提供协助的动物，无论该犬只是否持有正式的执照或证书。
导盲犬训练包括以下五步骤
- 选择适龄并有潜力的成为导盲犬的幼狗，拉布拉多猎犬是一种常见的选择。
- 购买控制导盲犬的把手，把手应让使用者易于掌控及向导盲犬传输指令，同时使导盲犬感到舒适。
- 确定培训计划，培训时间一般为八到十二个星期
- 遛狗，通过把手指导导盲犬听从命令，包括“前进”、“稍息”、“右”、“左”。
- 教导盲犬绕开障碍物，发出警告。

成為有國際資歷的訓練員的條件
1. 先成功訓練6隻導盲犬
2. 出國考試

成為國際導盲犬聯盟成員的資格
- 該組織需要成功配對最少10對導盲犬及使用者

## 争议

### 被拒绝进入公共交通工具或公共场所
很长时间里，在中国大陆，盲人携带的导盲犬会经常被拒绝进入公共交通工具或公共场所，因为导盲犬被误认为是宠物，加之许多公共场所明令禁止动物入内。但这给盲人带来了很大的障碍，也引起了争议，中国大陆的法律法规在此方面也相对欠缺。但从2015年5月开始，各地公交、地铁及火车等陆续允许盲人携带导盲犬搭乘。

### 動物權益問題
特定動保人士基於動物權益的立場反對導盲犬制度。如香港NPV非牟利獸醫服務協會執行主席麥志豪便主張取締導盲犬制度，認為這是將人類權益凌駕於動物權益之上、剝奪了犬隻的權利。

## 延伸閱讀
關於導盲磚、導盲犬
- 石黑謙吾; 秋元良平（攝影）; 林芳兒（譯者）; 許嘉鴻（編者）. . 角川書店. 2002-04-01: 152頁 [2002]. ISBN 986-7993-15-2.
- 邱麗文. . 圓神出版社. 2002-01-01: 220頁 [2002]. ISBN 957-607-739-7.

## 外部連結
- 國際導盲犬聯盟(International Guide Dog Federation) （页面存档备份，存于）
- 國際輔助犬組織(Assistance Dogs International) （页面存档备份，存于）
- 中国导盲犬大连培训基地(China Guide Dog Training Centre) （页面存档备份，存于）
- 惠光導盲犬教育基金會(Huikuang Guide Dog Centre Taiwan) （页面存档备份，存于）
- 台灣導盲犬協會(Taiwan Guide Dog Association) （页面存档备份，存于）
- 英国导盲犬协会(The Guide Dogs for the Blind Association) （页面存档备份，存于）
- 香港導盲犬服務中心(Hong Kong Seeing Eye Dog Services) （页面存档备份，存于）
- 香港導盲犬協會(Hong Kong Guide Dogs Association) （页面存档备份，存于）